# Razak Pimpong
Razak Pimpong (Accra, 1982. december 30. –) ghánai válogatott labdarúgó.

## Sikerei, díjai
- FC København
  - Dán bajnok: 2005-06